# Uzbekistan na Zimowych Igrzyskach Olimpijskich 2014
Uzbekistan na Zimowych Igrzyskach Olimpijskich 2014 – kadra sportowców reprezentujących Uzbekistan na igrzyskach w 2014 roku w Soczi. Kadra liczyła 3 sportowców.

## Skład reprezentacji

### Łyżwiarstwo figurowe
- Misha Ge

| Konkurencja | Zawodnicy | PK/TOr | PK/TOr  | PD/TD  | PD/TD   | Suma   | Suma    |
| Konkurencja | Zawodnicy | Punkty | Miejsce | Punkty | Miejsce | Punkty | Miejsce |
| ----------- | --------- | ------ | ------- | ------ | ------- | ------ | ------- |
| Soliści     | Misha Ge  | 68.07  | 18.     | 135.19 | 17.     | 203.26 | 17.     |

### Narciarstwo alpejskie

#### Kobiety
- Kseniya Grigoreva

| Konkurencja   | Zawodniczka       | Zjazd 1. | Zjazd 1. | Zjazd 2. | Zjazd 2. | Suma    | Miejsce |
| Konkurencja   | Zawodniczka       | Czas     | Miejsce  | Czas     | Miejsce  | Suma    | Miejsce |
| ------------- | ----------------- | -------- | -------- | -------- | -------- | ------- | ------- |
| Slalom gigant | Kseniya Grigoreva | 1:34.56  | 67.      | 1:36.98  | 65.      | 3:11.54 | 64.     |
| Slalom        | Kseniya Grigoreva | 1:07.77  | 54.      | NQ       | NQ       | NQ      | NQ      |

#### Mężczyźni
- Artyom Voronov

| Konkurencja   | Zawodnik       | Zjazd 1. | Zjazd 1. | Zjazd 2. | Zjazd 2. | Suma    | Miejsce |
| Konkurencja   | Zawodnik       | Czas     | Miejsce  | Czas     | Miejsce  | Suma    | Miejsce |
| ------------- | -------------- | -------- | -------- | -------- | -------- | ------- | ------- |
| Slalom gigant | Artyom Voronov | 1:37.09  | 72.      | 1:38.36  | 68.      | 3:15.45 | 67.     |
| Slalom        | Artyom Voronov | 1:00.42  | 70.      | 1:10.54  | 40.      | 2:10.96 | 39.     |